# Mistrzowie strongman: Belgia
Mistrzowie strongman: Belgia (niderlandzki: Sterkste Man van België) – indywidualne, doroczne zawody siłaczy, organizowane w Belgii od 2008 r.

## Mistrzowie
| Rok  | Mistrz        | Wicemistrz         | Drugi Wicemistrz |
| ---- | ------------- | ------------------ | ---------------- |
| 2008 | Jimmy Laureys | Simon de Vogelaere | Jeffrey Phlips   |
| 2009 | Jimmy Laureys | Simon de Vogelaere | Karel van Hulsel |
| 2010 | Jimmy Laureys | Karel van Hulsel   | Didier van Hamme |
| 2011 | Jimmy Laureys | David De vos       | Michael Dubois   |
| 2012 | Jimmy Laureys | Karel Van Hulsel   | Raf Bensch       |